# Антоніо Бенарріво
Антоніо Бенарріво (італ. Antonio Benarrivo, * 21 серпня 1968, Бріндізі) — колишній італійський футболіст, захисник.
Насамперед відомий виступами за клуб «Парма», а також національну збірну Італії.
Триразовий володар Кубка Італії. Володар Суперкубка Італії з футболу. Володар Кубка Кубків УЄФА. Дворазовий володар Кубка УЄФА. Володар Суперкубка УЄФА.

## Клубна кар'єра
У дорослому футболі дебютував 1986 року виступами за команду нижчолігового клубу «Бриндізі» з рідного міста, в якій провів три сезони, взявши участь у 76 матчах чемпіонату.
Протягом 1989—1991 років захищав кольори команди клубу «Падова».
1991 року перейшов до клубу «Парма», за який відіграв 13 сезонів.  За цей час тричі виборював титул володаря Кубка Італії, ставав володарем Кубка Кубків УЄФА, володарем Кубка УЄФА (двічі), володарем Суперкубка УЄФА. Завершив професійну кар'єру футболіста виступами за команду «Парма» у 2004 році.

## Виступи за збірну
1993 року дебютував в офіційних матчах у складі національної збірної Італії. Протягом кар'єри у національній команді, яка тривала 5 років, провів у формі головної команди країни 23 матчі. У складі збірної був учасником чемпіонату світу 1994 року у США, де разом з командою здобув «срібло».

## Титули і досягнення
- Володар Кубка Італії (3):

«Парма»:  1991–92, 1998–99, 2001–02
- Володар Суперкубка Італії з футболу (1):

«Парма»:  1999
- Володар Кубка Кубків УЄФА (1):

«Парма»:  1992–93
- Володар Кубка УЄФА (2):

«Парма»:  1994–95, 1998–99
- Володар Суперкубка УЄФА (1):

«Парма»:  1993
- Віце-чемпіон світу: 1994